# 상트페테르부르크의 행정 구역

상트페테르부르크의 행정 구역:
1. 아드미랄테이스키
2. 바실레오스트롭스키
3. 비보륵스키
4. 칼리닌스키
5. 키롭스키
6. 콜핀스키
7. 크라스노그바르데이스키
8. 크라스노셀스키
9. 크론슈타트스키
10. 쿠로르트니
11. 모스콥스키
12. 넵스키
13. 페트로그라츠키
14. 페트로드보르초비
15. 프리모르스키
16. 푸시킨스키
17. 프룬젠스키
18. 첸트랄니

러시아의 연방 도시인 상트페테르부르크는 18개의 구(районы)로 나뉘며, 각 구의 하위에는 자치구, 자치시, 자치읍이 놓인다.

## 상트페테르부르크의 구

### 아드미랄테이스키구(Адмиралтейский)
- 콜롬나 자치구 (Коломна)
- 센노이 자치구 (Сенной)
- 아드미랄테이스키 자치구 (Адмиралтейский)
- 세묘놉스키 자치구 (Семёновский)
- 이즈마일롭스코에 자치구 (Измайловское)
- 예카테린곱스키 자치구 (Екатерингофский)

### 바실레오스트롭스키구(Василеостровский)
- 7번 자치구 (№ 7)
- 바실리옙스키 자치구 (Васильевский)
- 가반 자치구 (Гавань)
- 모르스코이 자치구 (Морской)
- 오스트로프데카브리초프 자치구 (Остров Декабристов)

### 비보륵스키구(Выборгский)
- 레바쇼보 읍 (Левашово)
- 파르골로보 읍 (Парголово)
- 삼프소니옙스코예 자치구 (Сампсониевское)
- 스베틀라놉스코예 자치구 (Светлановское)
- 소스놉스코예 자치구 (Сосновское)
- 15번 자치구 (№ 15)
- 세르기옙스코예 자치구 (Сергиевское)
- 슈발로보오제르키 자치구 (Шувалово-Озерки)

### 칼리닌스키구(Калининский)
- 그라즈단카 자치구(Гражданка)
- 아카데미체스코예 자치구(Академическое)
- 핀랸츠키 자치구(Финляндский)
- 21번 자치구 (№ 21)
- 피스카룝카 자치구 (Пискарёвка)
- 세베르니 자치구 (Северный)
- 프로메테이 자치구 (Прометей)

### 키롭스키구(Кировский)
- 크냐제보 자치구 (Княжево)
- 울리얀카 자치구 (Ульянка)
- 다치노예 자치구 (Дачное)
- 압토보 자치구 (Автово)
- 나릅스키 자치구 (Нарвский)
- 크라스넨카야레치카 자치구 (Красненькая Речка)
- 모르스키예보로타 자치구 (Морские Ворота)

### 콜핀스키구(Колпинский)
- 콜피노 시 (Колпино)
- 메탈로스트로이 읍 (Металлострой)
- 페트로슬라뱐카 읍 (Петро-Славянка)
- 폰톤니 읍 (Понтонный)
- 사표르니 읍 (Сапёрный)
- 우스티이조라 읍 (Усть-Ижора)

### 크라스노그바르데이스키구(Красногвардейский)
- 폴류스트로보 자치구 (Полюстрово)
- 볼샤야오흐타 자치구 (Большая Охта)
- 말라야오흐타 자치구 (Малая Охта)
- 포로호비예 자치구 (Пороховые)
- 르젭카 자치구 (Ржевка)

### 크라스노셀스키구(Красносельский)
- 크라스노예셀로 시 (Красное село)
- 유고자파트 자치구 (Юго-Запад)
- 유즈노프리모르스키 자치구 (Южно-Приморский)
- 소스노바야폴랴나 자치구 (Сосновая Поляна)
- 우리츠크 자치구 (Урицк)
- 콘스탄티놉스코예 자치구 (Константиновское)
- 고렐로보 자치구 (Горелово)

### 크론슈타트스키구(Кронштадтский)
- 크론슈타트 시 (Кронштадт)

### 쿠로르트니구(Курортный)
- 젤레노고르스크 시 (Зеленогорск)
- 세스트레츠크 시 (Сестрорецк)
- 벨로오스트로프 읍 (Белоостров)
- 코마로보 읍 (Комарово)
- 몰로됴즈니 읍 (Молодёжный)
- 페소치니 읍 (Песочный)
- 레피노 읍 (Репино)
- 세로보 읍 (Серово)
- 스몰랴치코보 읍 (Смолячково)
- 솔네치노예 읍 (Солнечный)
- 우시코보 읍 (Ушково)

### 모스콥스키구(Московский)
- 모스콥스카야자스타바 자치구 (Московская застава)
- 가가린스코예 자치구 (Гагаринское)
- 노보이즈마일롭스코예 자치구 (Новоизмайловское)
- 풀콥스키메리디안 자치구 (Пулковский меридиан)
- 즈뵤즈드노예 자치구 (Звёздное)

### 넵스키구(Невский)
- 넵스키자스타바 자치구 (Невская Застава)
- 이바놉스키 자치구 (Ивановский)
- 오부홉스키 자치구 (Обуховский)
- 리바츠코예 자치구 (Рыбацкое)
- 나로드니 자치구 (Народный)
- 54번 자치구 (№ 54)
- 넵스키 자치구 (Невский)
- 오케르빌 자치구 (Оккервиль)
- 프라보베레즈니 자치구 (Правобережный)

### 페트로그라츠키구(Петроградский)
- 베덴스키 자치구 (Введенский)
- 크론베르크스코예 자치구 (Кронверкское)
- 포사츠키 자치구 (Посадский)
- 압테카르스키오스트로프 자치구 (Аптекарский Остров)
- 페트롭스키 자치구 (Петровский)
- 치칼롭스코예 자치구 (Чкаловское)

### 페트로드보르초비구(Петродворцовый)
- 로모노소프 시 (Ломоносов)
- 페테르고프 시 (Петергоф)
- 스트렐나 읍 (Стрельна)

### 프리모르스키구(Приморский)
- 리시노스 읍 (Лисий нос)
- 라흐타올기노 자치구 (Лахта-Ольгино)
- 65번 자치구 (№ 65)
- 초르나야레치카 자치구 (Чёрная речка)
- 코멘단츠키아에로드롬 자치구 (Комендантский Аэродром)
- 오제로돌고예 자치구 (Озеро Долгое)
- 윤톨로보 자치구 (Юнтолово)
- 콜로먀기 자치구 (Коломяги)

### 푸시킨스키구(Пушкинский)
- 푸시킨 시 (Пушкин)
- 파블롭스크 시 (Павловск)
- 탸를레보 읍 (Тярлево)
- 알렉산드롭스카야 읍 (Александровская)
- 슈샤리 읍 (Шушары)

### 프룬젠스키구(Фрунзенский)
- 볼콥스코예 자치구 (Волковское)
- 72번 자치구 (№ 72)
- 쿱치노 자치구 (Купчино)
- 게오르기옙스키 자치구 (Георгиевский)
- 75번 자치구 (№ 75)
- 발칸스키 자치구 (Балканский)

### 첸트랄니(Центральный)
- 드보르초비 자치구 (Дворцовый)
- 78번 자치구 (№ 78)
- 리테이니 자치구 (Литейный)
- 스몰닌스코예 자치구 (Смольнинское)
- 리곱카얌스카야 자치구 (Лиговка-Ямская)
- 블라디미르스키 자치구 (Владимирский)

## 같이 보기
- 상트페테르부르크
- 레닌그라드주의 행정 구역